# Tarcisius Ziyaye
Tarcisius Gervazio Ziyaye (ur. 19 maja 1949 w Khombe, zm. 14 grudnia 2020 w Windhoek) – malawijski duchowny katolicki, arcybiskup Lilongwe od 2013 do swojej śmierci w 2020.
Święcenia kapłańskie otrzymał 14 sierpnia 1977.
26 listopada 1991 papież Jan Paweł II mianował go biskupem pomocniczym  diecezji Dedza nadając mu stolicę tytularną Macon. Sakry biskupiej udzielił mu 23 maja 1992 arcybiskup Blantyre – James Chiona.
4 maja 1993 został biskupem koadiutorem diecezji Lilongwe. Rządy w diecezji objął 11 listopada 1994 po przejściu na emeryturę poprzednika.
W latach 2000–2012 był przewodniczącym Konferencji Biskupów Malawi. 23 stycznia 2001 został metropolitą Blantyre.
13 lipca 2013 papież Franciszek mianował go arcybiskupem metropolitą Lilongwe.